# Batalion Sandomierskich Strzelców Celnych

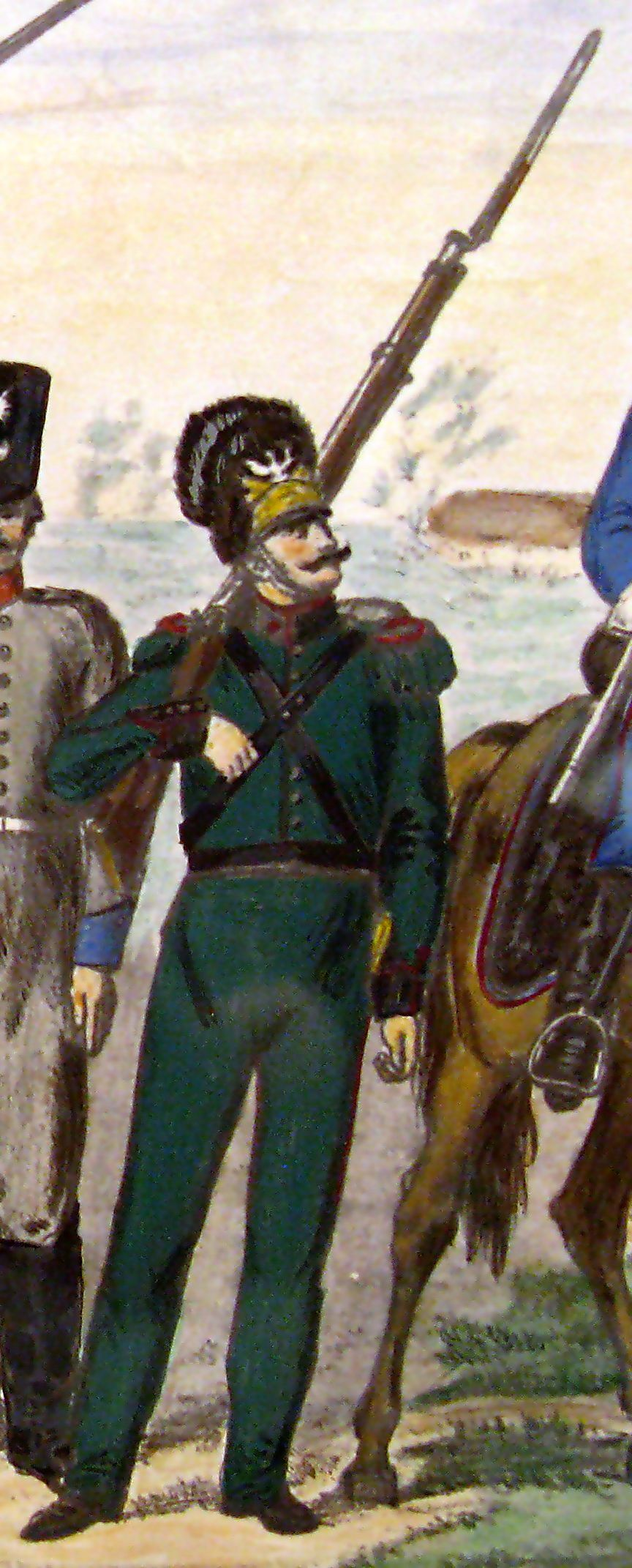
Strzelec Grothusa

Batalion Sandomierskich Strzelców Celnych – ochotnicza polska formacja wojskowa powołana w czasie powstania listopadowego. Utworzona po 30 grudnia 1830 przez majora Eustachego Grothusa. Miejscem formowania były Radom i Warszawa.

## Działania

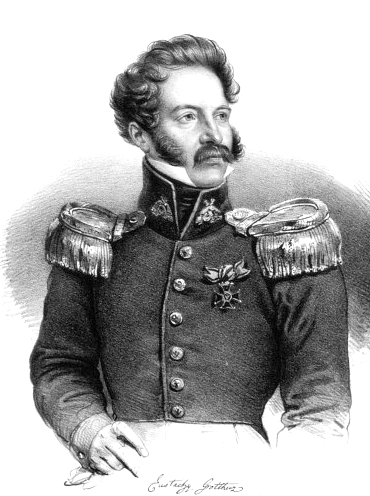
Eustachy Grothus

Rozlokowany wzdłuż Wisły na południe od Warszawy batalion ten przyczynił się do powstrzymania prób zniszczenia mostu w stolicy przez wojska rosyjskie. W nocy z 28 na 29 marca 1831 wypuszczone przez Rosjan z Karczewa trzy brandery zostały skutecznie ostrzelane przez polskie posterunki, w wyniku czego osiadły na mieliźnie w okolicy Siekierek i uległy samozniszczeniu. 5 czerwca 1831 oddział Grothusa otrzymał rozkaz przejścia na prawy brzeg Wisły i rozwinięcia tam działań partyzanckich. W maju przydzielony został do korpusu gen. Wojciecha Chrzanowskiego, wyprawionego na Lublin i Zamość. Do najskuteczniejszych działań tej formacji należały: bitwa pod Firlejem (9 maja), gdzie wraz z 5. Pułkiem Piechoty Liniowej zaskoczył i rozbił straż przednią gen. Cypriana Kreuza, bitwa pod Izbicą-Tarnogórą (12 maja) i bitwa pod Wieprzowym Jeziorem (druga połowa maja), gdzie batalion stawił opór znaczniejszym siłom rosyjskim z korpusu gen. Teodora Rüdigera. W początkach sierpnia żołnierzy Grothusa przerzucono na lewy brzeg Wisły i oddano pod rozkazy gen. Samuela Różyckiego. 
Batalion brał udział w wielu bitwach i potyczkach: Saską Kępą (26 lutego), Siekierkami (29 marca), Gasami (31 marca), pod Wolą Pawłowską i Iłżą (9 sierpnia), pod Przytykiem (11 sierpnia), Borowem (22 sierpnia), Chotczą Górną Lipskiem (10 września), poniósł całkowitą porażkę pod Górą (24 września). Od połowy sierpnia współdziałał z oddziałem Giedroycia w lasach kozienickich, gdzie osiągnął wiele drobnych sukcesów.
Za swoje zasługi w walkach otrzymał 2 złote krzyże i 2 srebrne.